# Gärkejaure
Gärkejaure är en sjö i Sorsele kommun i Lappland och ingår i Umeälvens huvudavrinningsområde. Sjön har en area på 0,225 kvadratkilometer och ligger 1 007 meter över havet. Gärkejaure ligger i Vindelfjällen Natura 2000-område. Sjön avvattnas av vattendraget Järvbäcken.

## Delavrinningsområde
Gärkejaure ingår i det delavrinningsområde (732520-146761) som SMHI kallar för Mynnar i Överuman. Medelhöjden är 955 meter över havet och ytan är 32,62 kvadratkilometer. Det finns inga avrinningsområden uppströms utan avrinningsområdet är högsta punkten. Järvbäcken som avvattnar avrinningsområdet har biflödesordning 2, vilket innebär att vattnet flödar genom totalt 2 vattendrag innan det når havet efter 425 kilometer. Avrinningsområdet består mestadels av skog (12 procent) och kalfjäll (86 procent). Avrinningsområdet har 0,47 kvadratkilometer vattenytor vilket ger det en sjöprocent på 1,4 procent.